# Коммерческий банк для купечества
Коммерческий банк для купечества (или Купеческий заёмный банк) — государственный банк Российской империи, учреждённый для кредитования купечества с целью поощрения развития российской внешней торговли.

## История
23 февраля (6 марта) 1754 года граф П. И. Шувалов предложил Сенату создать специальный банк для купцов, торгующих при Санкт-Петербургском порте. В столице наблюдалась нехватка наличных средств в обращении, из-за чего курс обмена векселей на российские деньги в Петербургском порте был высоким. Данная ситуация могла привести к упадку торговли и снижению сборов внутренних пошлин. В марте Сенат обсудил предложение Шувалова об учреждении банка для купечества, и принял решение подать императрице доклад о его создании. 12 мая императрицей было одобрено учреждение государственного банка. Для создания банка с монетных дворов был выделен капитал в 500 тыс. рублей.
Коммерческий банк для купечества был учреждён при Коммерц-коллегии в соответствии с указом от 13 (24) мая 1754 года. Основной задачей банка было обеспечение крупных российских купцов, связанных с внешней торговлей, дешёвым кредитом.
В 1770 году банк прекратил кредитование, а в 1782 году был поглощён Дворянским банком.